# Volodymyr Morozov
Volodymyr Morozov kan syfta på flera personer:
- Volodymyr Morozov (1940), kanotist vid OS 1964-1972
- Volodymyr Morozov (1952), kanotist vid OS 1976